# Erannis discolor
Erannis discolor är en fjärilsart som beskrevs av Hans Ström 1783. Erannis discolor ingår i släktet Erannis och familjen mätare. Inga underarter finns listade i Catalogue of Life.